# Waiwera (rivière)
 (juin 2025).
Si vous disposez d'ouvrages ou d'articles de référence ou si vous connaissez des sites web de qualité traitant du thème abordé ici, merci de compléter l'article en donnant les références utiles à sa vérifiabilité et en les liant à la section « Notes et références ».
La rivière Waiwera  (en anglais : Waiwera River) est un fleuve côtier de l’Île du Nord de la Nouvelle-Zélande.

## Géographie
Il se jette dans le Golfe de Hauraki.